# Varenna
Varenna je italská obec v provincii Lecco v oblasti Lombardie. Leží na břehu jezera Como. Je vyhledávaná turisty pro své historické a umělecké památky. Patří do milánské arcidiecéze, má početnou římsko-katolickou komunitu; konají se zde bohoslužby ambroziánského ritu.
V roce 2013 zde žilo 777 obyvatel.

## Historie
Místo bylo osídleno od doby římské, v době stěhování národů byl dobyto Langobardy. První písemná zmínka je z roku 769, později bylo začleněno do Lombardského království. Roku 1169 obec vyplenili vojáci konkurenčního města Como. Kolonizaci panství zajišťovali cisterciáci, kteří zde koncem 12. století usídlili ženský klášter svého řádu. Roku 1480 zdejší obec se sousedními panstvími získal hrabě Pietro II. ze Sanguinetta, kterého roku 1485 otrávila jeho manželka Klára, nemanželská dcera Galeazza Sforzy. Sforzové zde vládli do roku 1533. Dále až do roku 1743 byla správa obce spojena s Liernem.

## Památky

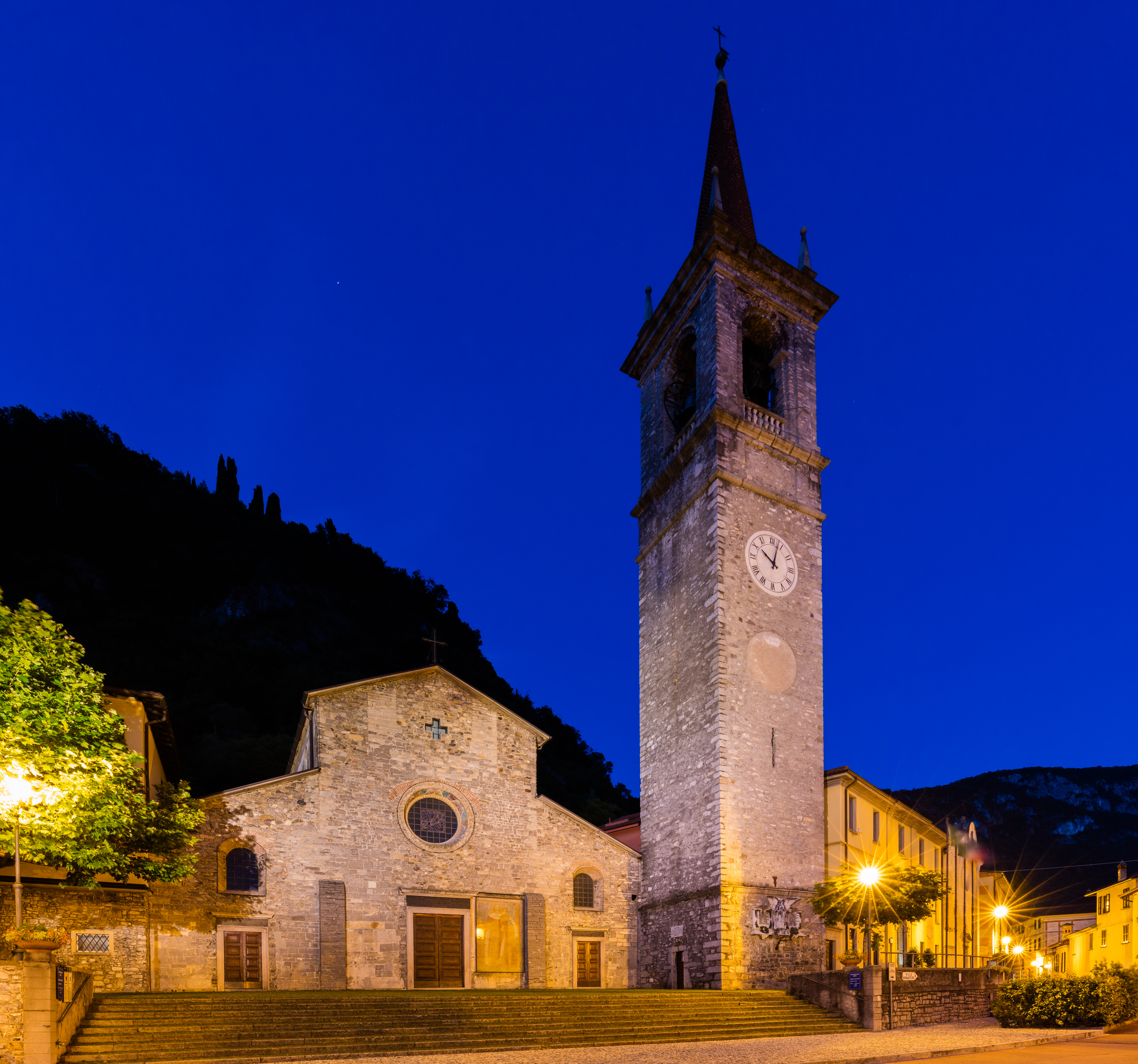
Kostel sv. Jiří s kampanilou

- Castello di Vezio – zříceniny hradu, v základech románské, připomíná se k roku 1169, přestavěn ve 13.-14. století, v malém muzeu vystaven vzácný archeologický nález pravěkého třetihorního plaza lariosaura.
- Chiesa di San Giorgio (Farní kostel sv. Jiří) – trojlodní raně gotická bazilika ze 13. století stojí na místě staršího dřevěného kostela; oltářní triptych s trůnící madonou mezi sv. Jiřím a sv. Martinem ze 16. století; kampanila (zvonice) ze 14. století[1].
- Chiesa di San Giovanni Battista (kostel sv. Jana Křtitele) – románská stavba z 11.-12. století, gotické fresky ze 14. století[2]
- Villa Monastero – dům s muzeem, promenádou a botanickou zahradou
- Villa Cipressi– původem renesanční dům, přestavěný v 19. století na neoklasicistní vilu

## Villa Monastero

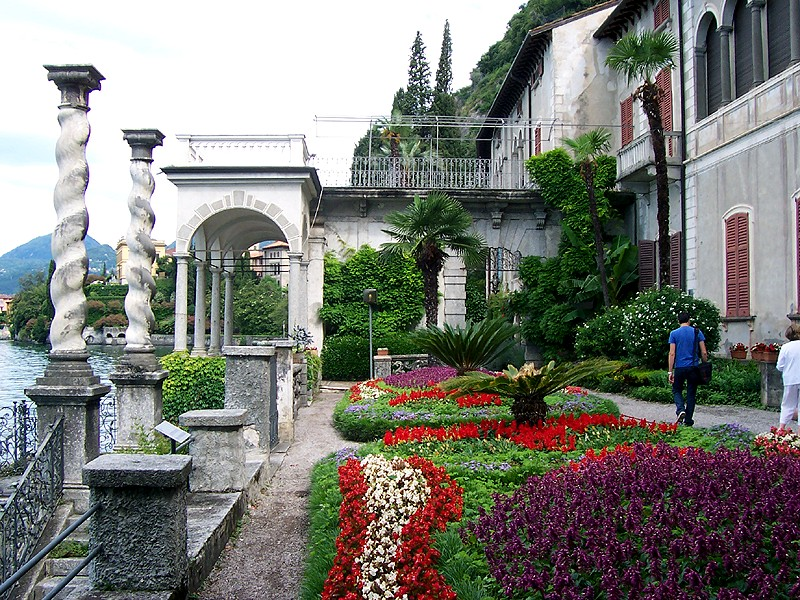
Villa Monastero

Vila je postavená v eklektickém romantickém stylu 19. století. Je situována ve svahu na Comském jezeře a obklopená botanickou zahradou. Stojí na místě ženského cisterciáckého kláštera, založeného na konci 12. století ve Varenně. Klášter (italsky zvaný monasterio) prosperoval až do počátku 15. století a patřilo mu mnoho nemovitostí v okolí, zvláště kolem Lierna, v roce 1567 byl zrušen, koupil jej Paolo Mornico, důlní podnikatel, který zavedl těžbu železné rudy ve Valsassinii. Rodina Mornico klášterní budovy postupně zcela přestavěla. V letech 1896-1897 vilu koupil Walter Kees z Lipska a provedl úpravy staveb i zahrady ve stylu romantismu. Od roku 1934 vila slouží jako muzeum, od roku 1940 jsou zpřístupněny veřejnosti i zahrady. Současná expozice byla otevřena v roce 2003, po restaurování 14 pokojů s originálním nábytkem a dekorativním vybavením. Vystavena je také kolekce optických a elektronických přístrojů a mechanických hraček sběratele Giovanni Polvaniho.

## Sousední obce
Bellagio (CO), Esino Lario, Griante (CO), Lierna, Menaggio (CO), Oliveto Lario, Perledo

## Vývoj počtu obyvatel
Zdroj: 

## Slavnosti
Patronem obce je svatý Jiří a jeho slavnost se zde každoročně koná 24. dubna.

## Hospodářství
Původně rybářská a zemědělská obec, proslulá dodnes pěstováním vinné révy. Nyní většina obyvatel pracuje v turistickém ruchu, větší část obce tvoří rekreační objekty.

## Doprava
Obec má dobré dopravní spojení silniční, železniční i lodní.
- Železniční stanice Varenna-Esino-Perledo leží na trati linky Tirano-Lecco, nachází se v městské části Perledo.
- Okresní silnice spojuje obce Abbadia Lariana, Colico, Varenna a východní pobřeží Lario.
- Lodní dopravu zajišťují výletní lodě a trajekty z přístavišť v Bellagio, Menaggio a Cadenabbia.

## Osobnosti
- Giovanní Battista Pirelli (1848-1932), inženýr, průmyslník a politik, zakladatel milánského koncernu Pirelli